# 索尔格
索尔格（法語：Sorgues，法語發音：[sɔʁɡ]）是法国普罗旺斯-阿尔卑斯-蓝色海岸大区沃克吕兹省的一个市镇，位于该省西部，属于阿维尼翁区。

## 地理
索尔格（44°0'30"N, 4°52'21"E）面积33.4 平方千米，位于法国普罗旺斯-阿尔卑斯-蓝色海岸大区沃克吕兹省，该省份为法国东南部内陆省份，北起德龙省，西北接阿尔代什省，西接加尔省，南至罗讷河口省，东南角与瓦尔省接壤，东临上普罗旺斯阿尔卑斯省。
与索尔格接壤的市镇（或旧市镇、城区）包括：帕普新堡、贝达里德、索尔格河畔昂特赖格、沃代讷、勒蓬泰、亞維農、罗克莫尔、索沃泰尔、阿维尼翁新城。

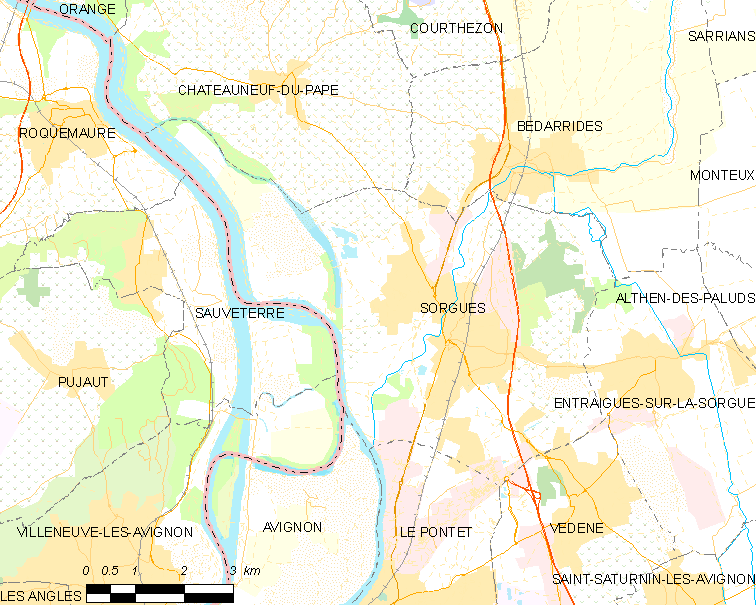
索尔格的OSM定位图

索尔格的时区为UTC+01:00、UTC+02:00（夏令时）。

## 行政
索尔格的邮政编码为84700，INSEE市镇编码为84129。

## 政治
索尔格所属的省级选区为索尔格县。

## 人口

1962-2008年间索尔格人口变化图示

索尔格于2022年1月1日时的人口数量为19030人。